# Monteverde molnskogsreservat
Monteverde molnskogsreservat är ett naturreservat i provinsen Puntarenas i Costa Rica som ligger 6 km sydöst om Santa Elena Reservatet skapades 1972 och täcker över 105 km2 där med än 90% av ytan täcks av urskog. Reservatet kännetecknas av en hög biologiskt mångfald med bland annat mer än 2500 växtarter, 100 däggdjursarter, 400 fågelarter, 120 reptil- och grodarter och tusentals insekter. Reservatet ägs och administreras av Tropical Science Center. 2,5% av biodiversiteten på jorden står att finna i Monteverde.

## Historia
I början av 1950-talet utvandrade en grupp kväkare från USA för att bosätta sig i Monteverde för att undvika att bli inkallade till Koreakriget. Cirka 20 år senare hjälpte några av dessa familjer till med att etablera Monteverde och Santa Elena molskogsreservat när regnskogen hotades av att de lokala bönderna ville expandera in i regnskogen.
År 1972 fick vetenskapsmannen George Powell medveten om den stora biologiska rikedomen i Monteverde och började därmed driva skydda området tillsammans med sin fru och Wilford Guindon från kväkarsamhället. Men hjälp av en donation på 3,3 km3 och den ideella organisationen Tropical Science Center bildades kärna till Monteverdes molnskogsreservat.

## Djurliv
I reservaten finns en stor variation på grund variationer i klimat och höjd över havet. Här finns bland annat jaguar, ozelot, tapir, tretömmad klockfågel, barhalsad parasollfågel och praktquetzal. Monteverde var också hem för den gyllene paddan som nu anses utdöd eftersom inga gyllene paddor har setts sedan 1989.

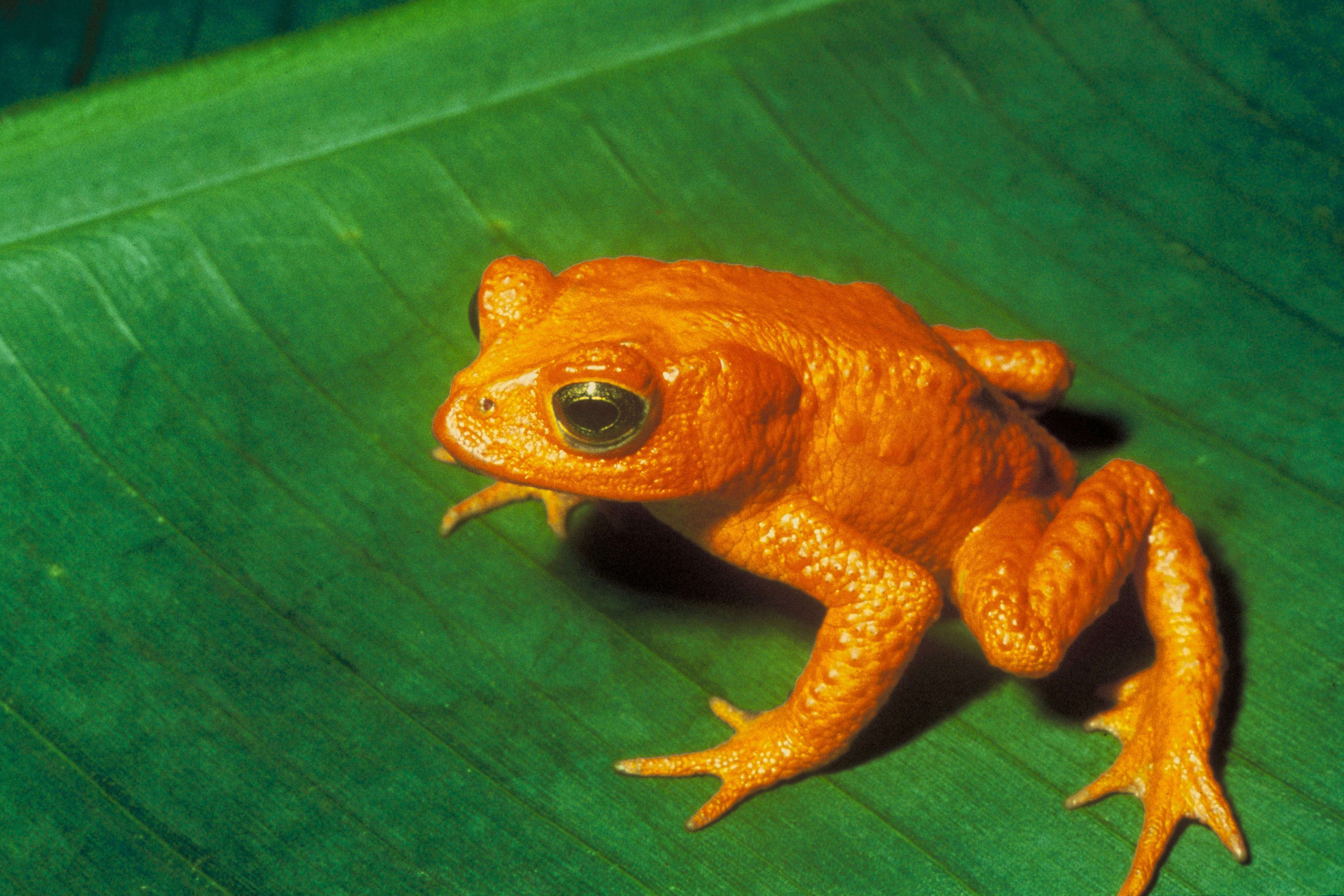
Gyllene padda - utdöd
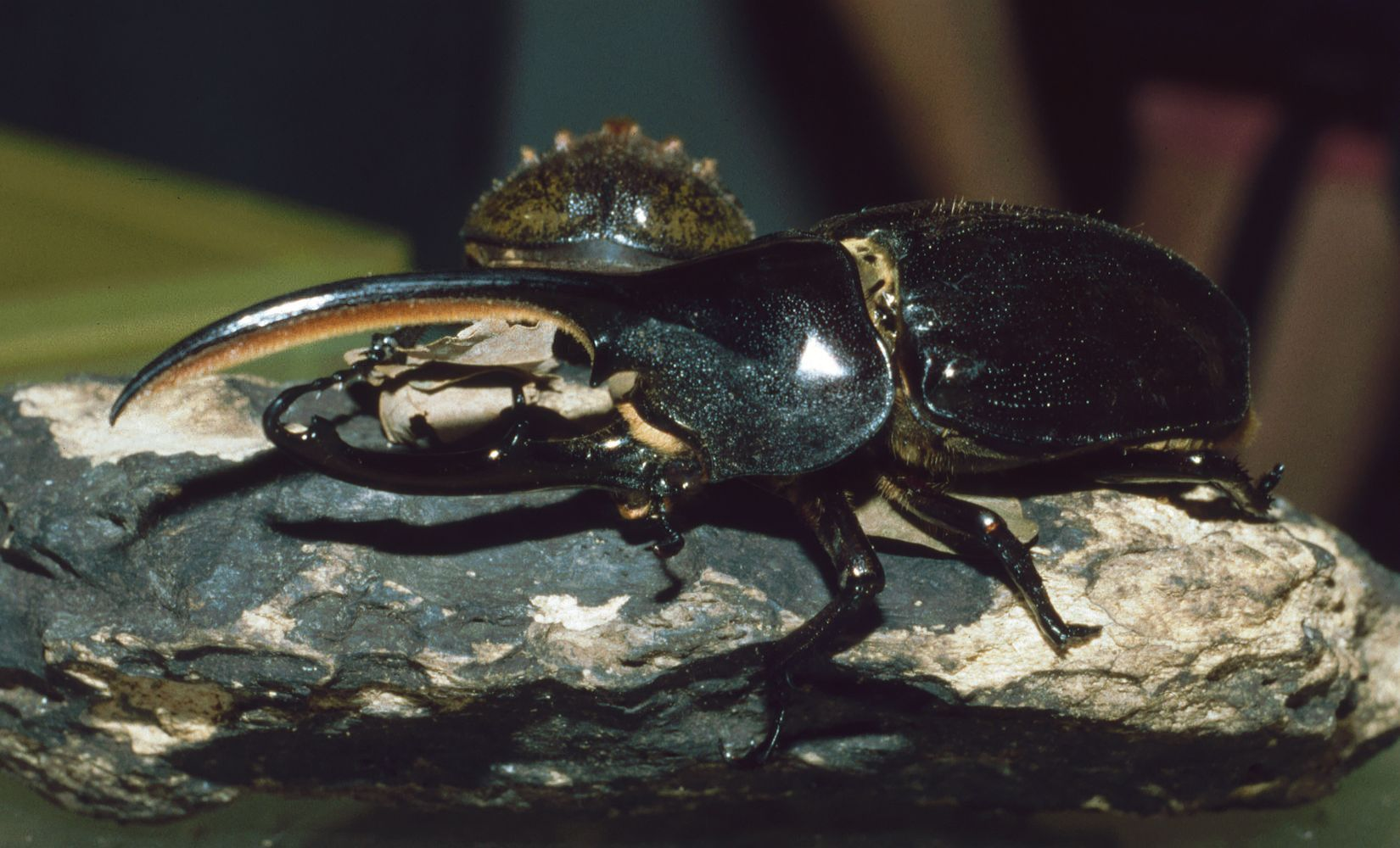
Herkulesbagge
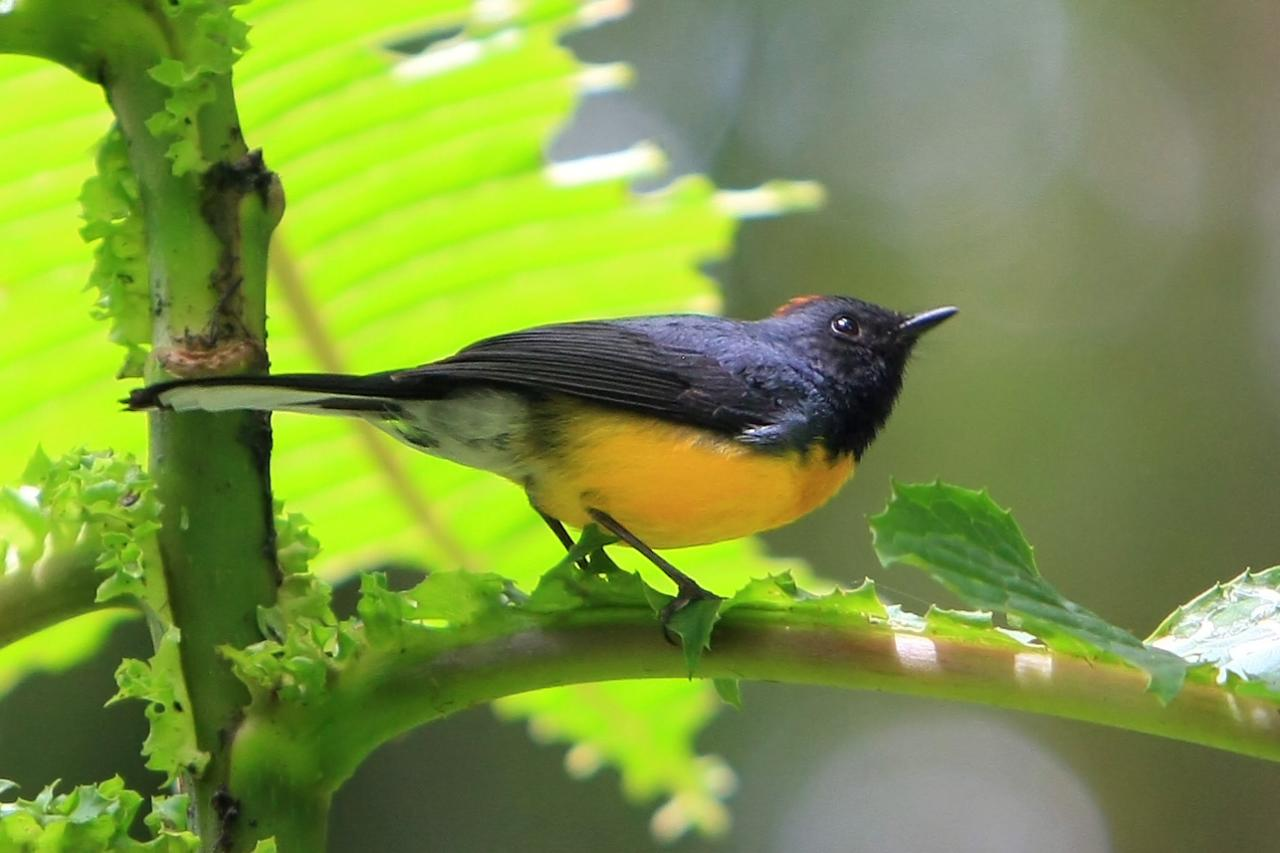
Skiffervitstjärt

## Växtliv
Monteverde växtliv karaktäriseras av ett överflöd av mossor, epifyter och lianer i molnskogen och många olika typer av vegetation. 10% av växtlivet i reservatet är endemisk. Man tror att regionen står för den största högsta mångfalden av orkidéer i världen.

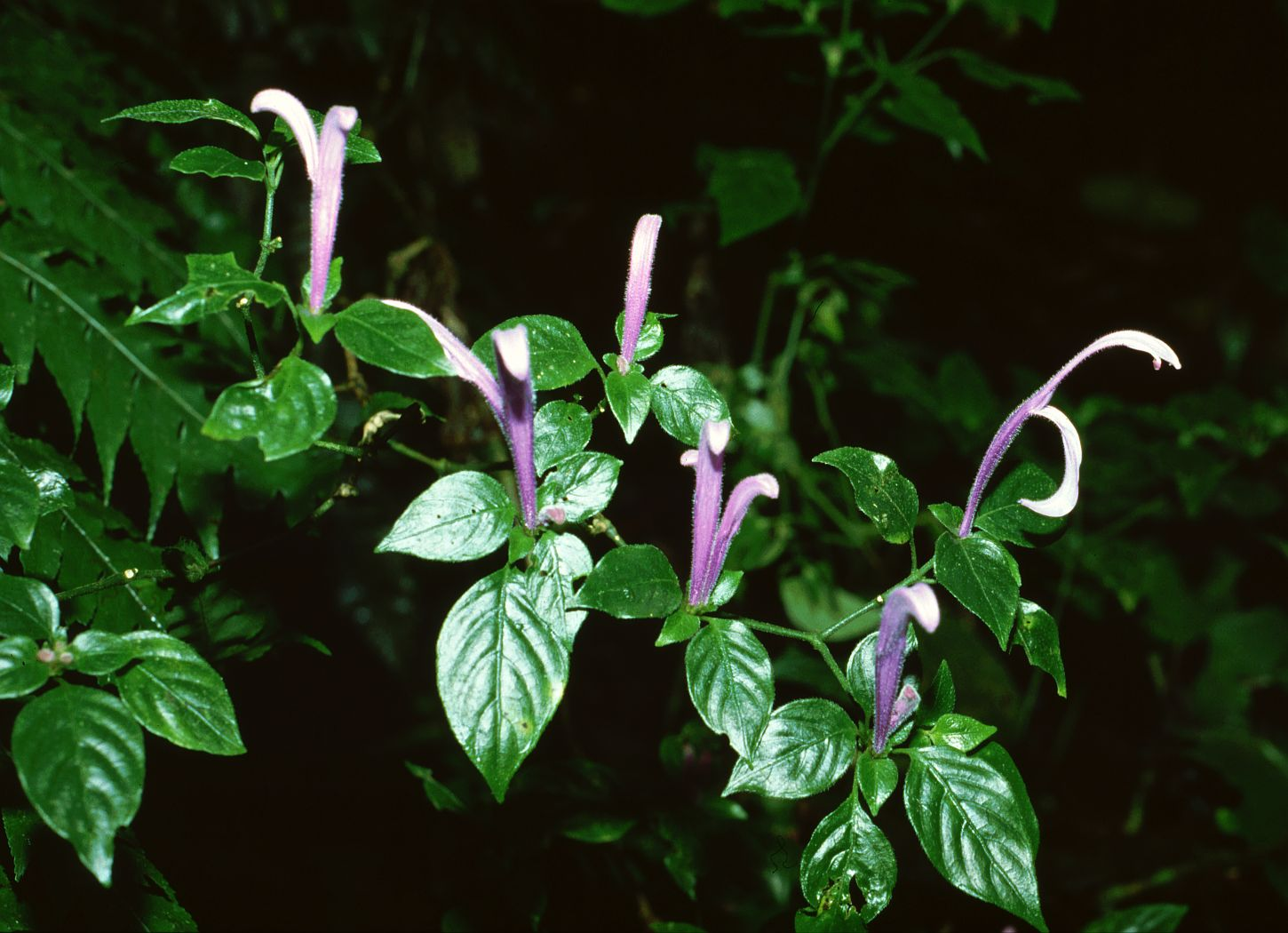
Akantus
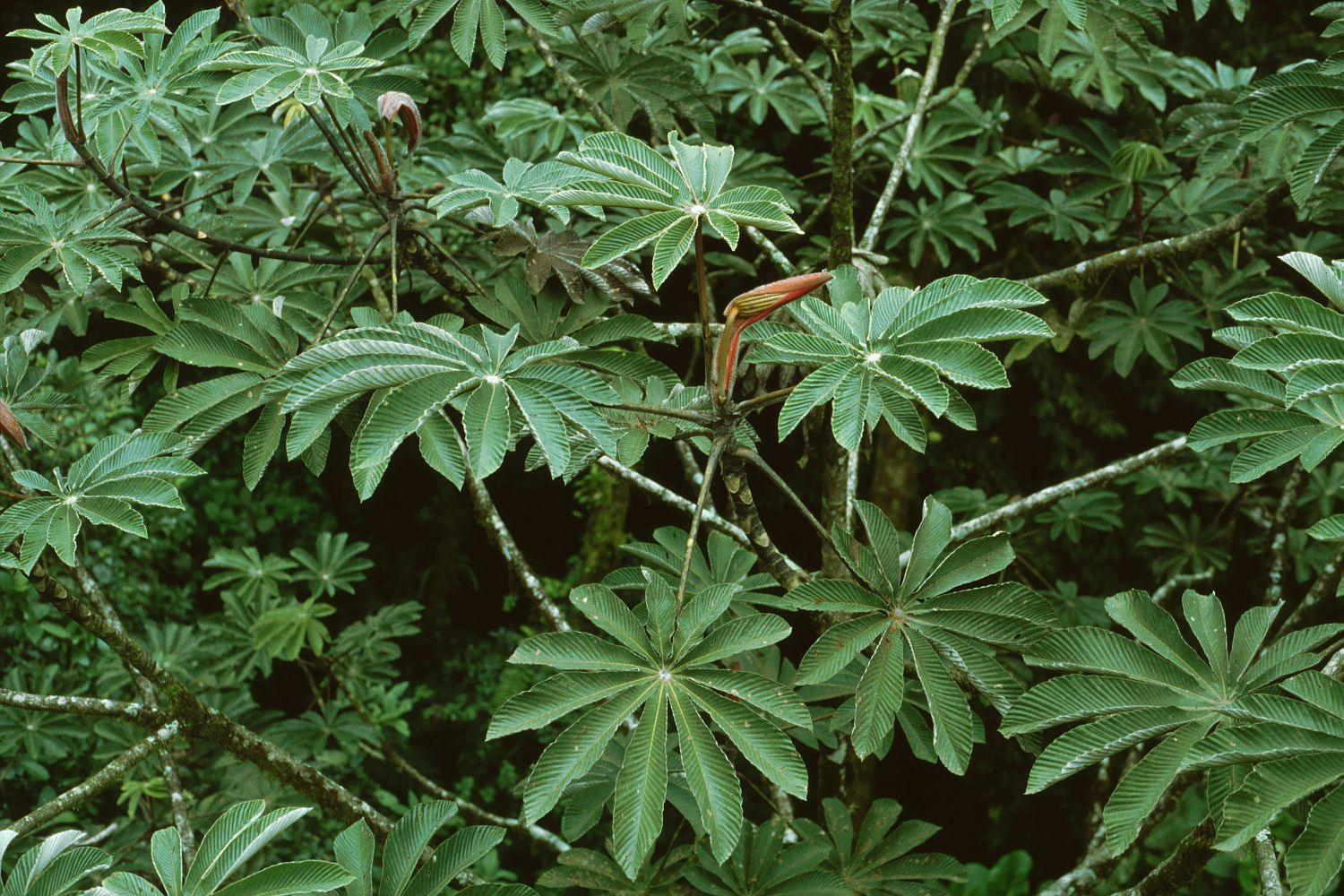
Nässelväxt